# وستمرلند (کانزاس)
وستمرلند (به انگلیسی: Westmoreland) شهری در ایالت کانزاس کشور ایالات متحده آمریکا است که جمعیت آن در سرشماری سال ۲۰۱۰ میلادی، ۷۷۸ نفر بوده‌است.